# 24.UNT
24.UNT var en svensk TV-kanal som började sända lokalt runt Uppsala i det digitala marknätet under 26 oktober 2010. Man fick tillstånd av Radio- och TV-verket den 17 juni 2010.
I december 2015 meddelade NTM att koncernens TV-kanaler utanför Östergötland (24.UNT och 24Norrbotten) skulle läggas ner. Den sista sändningsdagen var den 23 mars 2016.